# 사마승정

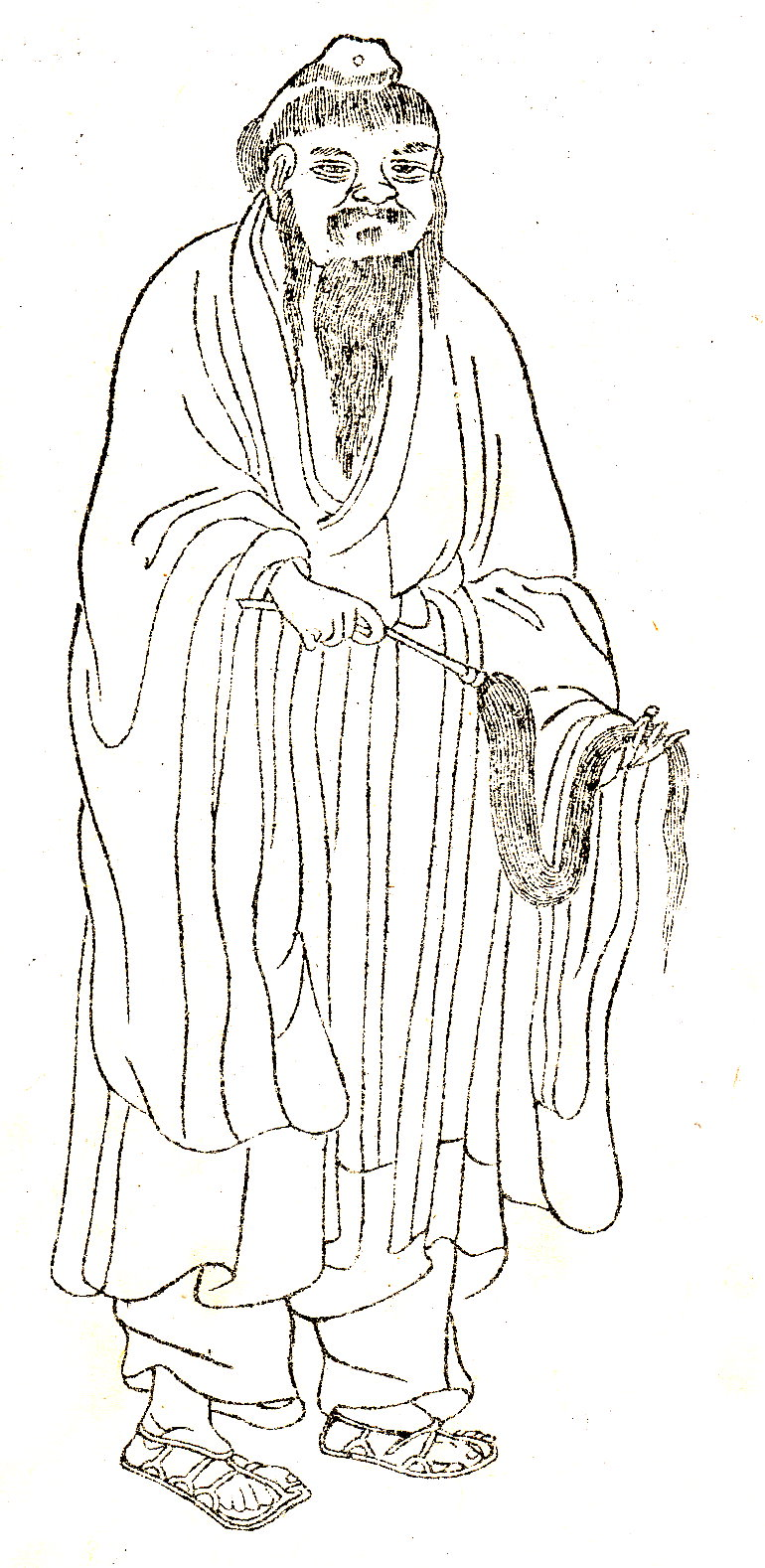

사마승정(643년 - 735년)은 당 현종 때의 저명한 도사로, 모산파(茅山派) 제12대 종사(宗師)이다.

## 경력
자는 자미(子微)라 하며，천태산(天台山)에 살았다. 721년 현종황제가 궁중으로 불러 친히 도사 자격인 법록(法籙)을 하사했다. 천태산에 동백관(桐柏観), 왕옥산(王屋山)에 양태관(陽台観), 오악(五嶽)에 진군사(真君祠)를 건립 한 게 승정의 진언이었다고 한다. 737년에 도사를 간의대부(諫議大夫)라는 대역에 임명하여，741년에는 숭현학(崇玄学)이라는 도교 학교를 설치하였으며 그 졸업생이 과거 급제자와 동등하게 관리가 될 수 있도록 하는 등 정치에 도교가 깊이 관여하게 된 것이 현종에 대한 승정의 영향력이다.

## 업적
진자앙(陳子昂)，이백(李白)，맹호연(孟浩然)，송지문(宋之問)，왕유(王維)，하지장(賀知章) 등과 교유했으며, 『좌망론(坐忘論)』・『천은자(天隠子)』・『복기정의론(服気精義論)』・『도체론(道体論)』 등 저술하였다. 그 학식은 노자 · 장자(莊子)에 정통했으며, 사상은 「도선합일(道禅合一)」을 특징으로 한 그때까지의 도교가 연단(煉丹)・복약(服薬)・기도 중심이었던 것을 수양 중심으로 전환했다. 이러한 미신·신비로부터의 탈각 경향은 제자 오균(吳筠)이 계승했다.